# Uxi Mufti
 (mai 2011).
Si vous disposez d'ouvrages ou d'articles de référence ou si vous connaissez des sites web de qualité traitant du thème abordé ici, merci de compléter l'article en donnant les références utiles à sa vérifiabilité et en les liant à la section « Notes et références ».
Uxi Mufti, né à Lahore au Pakistan en 1941, est un spécialiste de patrimoine folklorique. Après des études à l’université de Gorden à Rawalpindi, il a étudié la psychologie à l’université gouvernementale à Lahore. En 1968 il est diplômé le doctorat de idée sociologique à l’université de Charles en République tchèque.
Il est le fondateur de l’institut national de patrimoine folklorique et traditionnel, Lok Virsa, qui se spécialise à la préservation de la culture au Pakistan. Il accède le poste de directeur général de l'institut. Il a également contribué à établir le musée national du patrimoine folklorique et traditionnel.
Il est le premier personnage de préservation et développement de la culture pakistanaise. À l’étranger, il mène les projets culturels conjoints avec UNESCO ou d’autres organisations internationales culturelles.

## Distinction
- Prix de la culture asiatique de Fukuoka en 2006.